# Ryžový nákyp
El ryžový nákyp és un pastís d'arròs amb llet, ous, mantega i, de vegades, panses o altres fruits secs, típic de les gastronomies txeca i eslovaca. Se sol servir amb compota d'albercoc, préssec, pruna, cirera o altres fruites, o amb sucre en pols o merenga. Es pot servir com a segon plat, com a plat principal o com a postres. Es pot servir tant calent com fred.